# Elisabetta Linguaglossa
Elisabetta Linguaglossa (San Pietro Vernotico, 6 agosto 1987) è un'ex cestista italiana.
Ala di 184 cm, ha giocato in Serie A1 con Pozzuoli e Umbertide.

## Carriera
La sua carriera cestistica in squadre a livello professionistico, si sviluppa prevalentemente nel meridione d'Italia, iniziando nella stagione 2004-05 quando approda in Calabria nella squadra del C.P. Rende dove milita nel campionato di Serie A2. Dopo una sola stagione, nell'estate del 2005 si trasferisce in Campania al Pozzuoli; qui ci resta sino al 2008, giocando per la prima volta, e sino ad ora unica, in Serie A1 nella stagione 2007-08 dopo la promozione maturata alla fine della stagione precedente. L'estate del 2008 va a giocare in Sicilia con l'Eirene Ragusa dove al il primo anno in Serie B d'Eccellenza femminile conquista la promozione in Serie A2 in cui gioca l'anno seguente. Nel 2010 cambia isola passando dalla Sicilia alla Sardegna, sempre in Serie A2, ma resta in Serie A2 con la Mercede Basket Alghero, dove va in prestito. Gioca con Pozzuoli in serie A1.
Dopo un rapido passaggio dalla Virtus Cagliari, torna in Serie A1 con Umbertide.

## Statistiche

### Presenze e punti nei club
Statistiche aggiornate al 30 giugno 2014
| Stagione        | Squadra                  | Competizione | Partite | Partite | Partite | Statistiche tiro | Statistiche tiro | Statistiche tiro | Altre statistiche | Altre statistiche | Altre statistiche | Altre statistiche | Altre statistiche |
| Stagione        | Squadra                  | Competizione | Pres.   | Titol.  | Minuti  | Tiri da 2        | Tiri da 3        | Liberi           | Rimb.             | Assist            | Rubate            | Stopp.            | Punti             |
| --------------- | ------------------------ | ------------ | ------- | ------- | ------- | ---------------- | ---------------- | ---------------- | ----------------- | ----------------- | ----------------- | ----------------- | ----------------- |
| 2004-2005       | Dodaro Rende             | Serie A2     |         |         |         |                  |                  |                  |                   |                   |                   |                   |                   |
| 2005-2006       | Italmoka Sogesi Pozzuoli | Serie A2     | 3       | 0       | 22      | 1/4              | 1/4              | 0                | 3                 | 0                 | 0                 | 1                 | 5                 |
| 2006-2007       | Italmoka Pozzuoli        | Serie A2     | 12      | 0       | 17      | 4/17             | 1/4              | 6/8              | 25                | 6                 | 5                 | 3                 | 17                |
| 2007-2008       | Italmoka Pozzuoli        | Serie A1     | 9       | 0       | 59      | 0/1              | 2/6              | 1/6              | 8                 | 1                 | 1                 | 0                 | 7                 |
| 2008-2009       | Passalacqua Ragusa       | Serie B1     |         |         |         |                  |                  |                  |                   |                   |                   |                   |                   |
| 2009-2010       | Passalacqua Ragusa       | Serie A2     | 28      | 16      | 707     | 49/106           | 14/62            | 54/83            | 141               | 4                 | 25                | 15                | 202               |
| 2010-2011       | Mercede Basket Alghero   | Serie A2     | 29      | 22      | 773     | 48/125           | 9/52             | 35/53            | 161               | 21                | 30                | 16                | 158               |
| 2011-2012       | GMA-Del Bò Pozzuoli      | Serie A1     | 8       | 2       | 55      | 5/11             | 0/2              | 1/3              | 12                | 1                 | 2                 | 0                 | 11                |
| 2012-2013       | Olympia Reggio Calabria  | Serie A2     | 25      | 19      | 674     | 58/143           | 18/75            | 46/71            | 141               | 4                 | 42                | 8                 | 216               |
| '13-nov. '13    | Virtus Cagliari          | Serie A2     | 6       | 4       | 165     | 20/39            | 3/16             | 9/16             | 46                | 5                 | 9                 | 2                 | 58                |
| nov. '13-'14    | Acqua&Sapone Umbertide   | Serie A1     | 15      | 0       | 81      | 2/7              | 0/5              | 1/2              | 15                | 1                 | 3                 | 2                 | 5                 |
| Totale carriera |                          |              |         |         |         |                  |                  |                  |                   |                   |                   |                   |                   |

## Palmarès
- Campionato italiano di Serie A2: 1
Pall. Pozzuoli: 2006-07
- Campionato italiano di Serie B d'Eccellenza: 1
V. E. Ragusa: 2008-09